# Ополонское (Черниговская область)
Ополо́нское (укр. Ополонське) – село, расположенное на территории Бахмачского района Черниговской области (Украина).
Население составляет 33 жителя (2006 год). Плотность населения — 76,74 чел/кв.км.
Впервые упоминается в 1933 году.
Село Ополонское находится примерно в 12 км к юго-западу от центра города Бахмач. Средняя высота населённого пункта — 146 м над уровнем моря. Село находится в зоне умеренного умеренно континентального климата.
Национальный состав представлен преимущественно украинцами, конфессиональный состав — христианами.